# Sallertaine
Sallertaine é uma comuna francesa na região administrativa da Pays de la Loire, no departamento de Vendéia. Estende-se por uma área de 49,45 km². Em 2010 a comuna tinha 3 199 habitantes (densidade: 64,7 hab./km²).